# アシュランド市営空港
アシュランド市営空港（アシュランドしえいくうこう、Ashland Municipal Airport）、別名サムナー・パーカー・フィールド (Sumner Parker Field) （(IATA: AHM, FAA LID: S03)）は、アメリカ合衆国オレゴン州ジャクソン郡のアシュランド市街地から東へ2マイル（約3km）ほどの位置にある空港。2011年から2015年にかけての国家空港総合整備計画においては、ゼネラル・アビエーション（一般航空）用の施設に分類されている。

## 施設

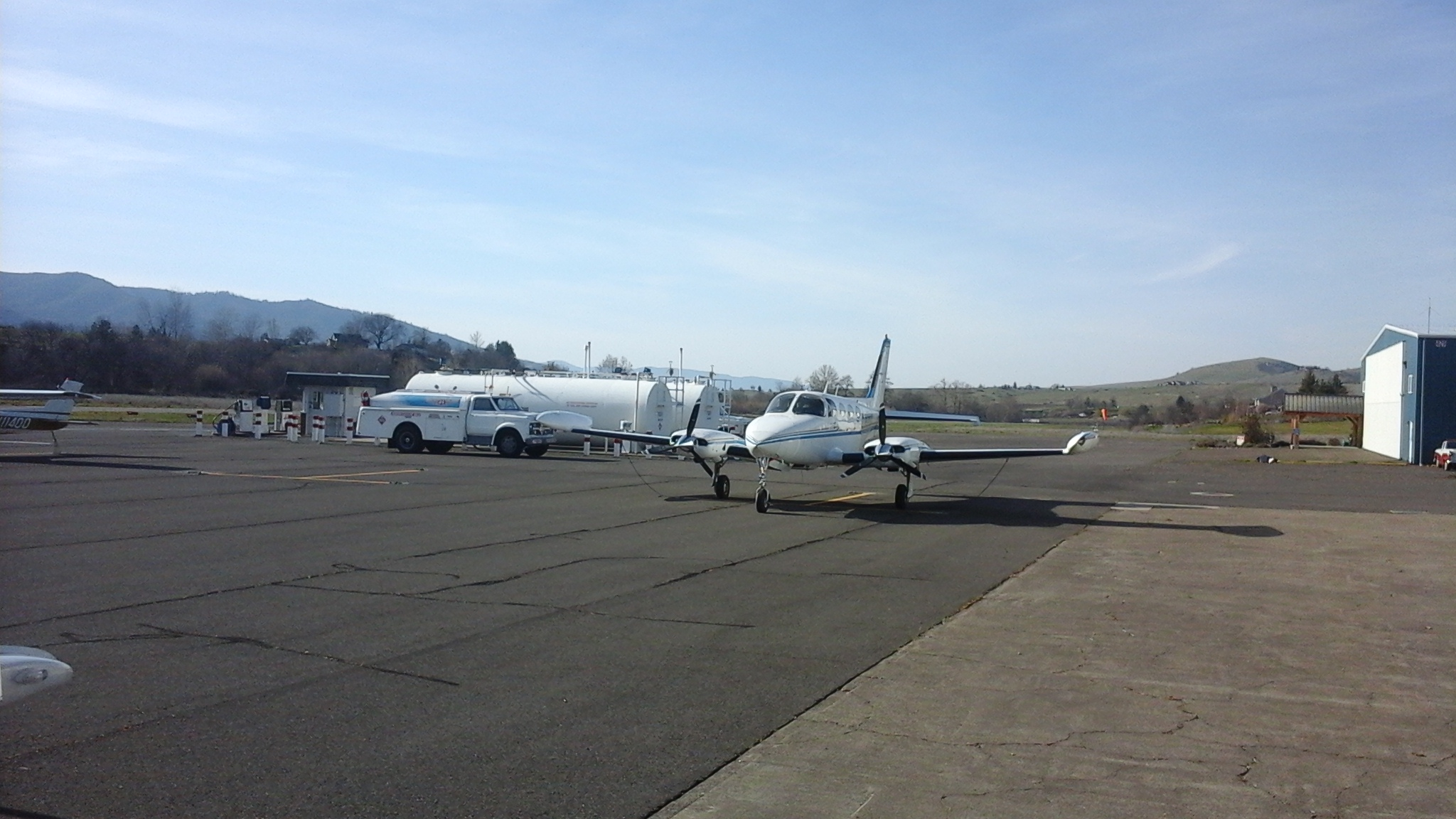
アシュランド市営空港の滑走路。

アシュランド市営空港は、標高 575 m（1,885フィート）に 38ヘクタール（94エーカー）の敷地で広がっている。1本だけある滑走路は、12/30の方向で、長さ 1,098m（2603フィート）、幅 23m（75フィート）である。
2012年4月10日までの1年間において、飛行機の発着総数は 26,050 件、1日平均 71件であり、その 94%はゼネラル・アビエーション、6％がエアタクシーで、軍用は 1％未満であった。当時、この空港を基地とする航空機は 62機あり、79％が単発機、8％がヘリコプター、6.5％が双発以上の多発機、6.5％が超軽量動力機（ウルトラライト）であった。